# Avast Antivirus
Avast Antivirus is een antivirusprogramma ontwikkeld door Avast Software, een in Praag (Tsjechië) gevestigd bedrijf dat gespecialiseerd is in beveiligingsprogrammatuur. Het programma is gratis te gebruiken voor individueel gebruik. In 1988 werd de eerste versie van Avast Antivirus uitgebracht op de Tsjechische markt. Avast Antivirus wordt wereldwijd gebruikt, het is beschikbaar in veertig talen.
Het bedrijf Avast kreeg in 2019 kritiek omdat het gegevens van klanten verzamelde en doorverkocht. Firefox blokkeerde daarom Avast als extensie in hun browser. Avast bood de gebruikers excuses aan. In 2023 spande burgerrechtenorganisatie Privacy First een rechtszaak aan, en eiste dat gebruikers van Avast zouden worden gecompenseerd vanwege de vermeende privacyschending.

## Functies
- Bescherming tegen kwaadaardige links bij instant messaging
- P2P-bescherming
- E-mailbescherming
- Bescherming tegen virussen
- Spyware- en adwarebescherming
- Outlook- en Exchange-bescherming
- Webschild voor het blokkeren van kwaadaardige websites
- Scripts blokkeren/controleren
- Netwerkschild
- Software updater
- Browsercleanup
- Browser password manager

## Versies
Er bestaan verschillende versies van Avast. De belangrijkste versies zijn:
- Avast Free Antivirus (freeware-versie, gratis voor thuis- en niet-commercieel gebruik)
- Avast Pro Antivirus (een professionele versie met meer mogelijkheden, betaald)
- Avast Internet Security (een compleet beveiligingspakket, betaald)
- Avast Premier

Andere producten van Avast:
- Avast Endpoint Protection (Bedrijven & servers)
- Mobile security & Anti theft
- Avast Passwords (wachtwoordbeheer)[4]
- Avast Grimefighter (opschonen van pc's)
- VPN-software (beveiligde/getunnelde verbinding over het internet)
- Back-upsoftware

### Vergelijking versies
Hieronder volgt de vergelijking van de vier belangrijkste versies:
| Edities                                                 | Free Antivirus | Pro Antivirus | Internet Security | Premier |
| ------------------------------------------------------- | -------------- | ------------- | ----------------- | ------- |
| Browser Cleanup                                         | Ja             | Ja            | Ja                | Ja      |
| Antivirus- en antispyware-engine                        | Ja             | Ja            | Ja                | Ja      |
| Antirootkitbeveiliging                                  | Ja             | Ja            | Ja                | Ja      |
| Bestandssysteem- en e-mailschild                        | Ja             | Ja            | Ja                | Ja      |
| Webschild                                               | Ja             | Ja            | Ja                | Ja      |
| IM- en P2P-schild                                       | Ja             | Ja            | Ja                | Ja      |
| Netwerkschild                                           | Ja             | Ja            | Ja                | Ja      |
| Gedragsschild                                           | Ja             | Ja            | Ja                | Ja      |
| Scriptschild                                            | Ja             | Ja            | Ja                | Ja      |
| SafeZone                                                | Ja             | Ja            | Ja                | Ja      |
| Sandbox en autosandbox                                  | Nee            | Ja            | Ja                | Ja      |
| Command-Line Scanner                                    | Nee            | Ja            | Ja                | Ja      |
| Stille firewall                                         | Nee            | Nee           | Ja                | Ja      |
| Antispam                                                | Nee            | Nee           | Ja                | Ja      |
| Houdt uw programma’s automatisch bijgewerkt             | Nee            | Nee           | Nee               | Ja      |
| Maakt toegang tot uw pc mogelijk vanaf externe locaties | Nee            | Nee           | Nee               | Ja      |
| Kan op veilige wijze uw harde schijf wissen.            | Nee            | Nee           | Nee               | Ja      |